# Zinder (pel·lícula)
Zinder és una pel·lícula documental nigerina de 2021 dirigida per Aïcha Macky. S'ha subtitulat al català.

## Sinopsi
A Kara-Kara, un barri marginat de Zinder, al Níger, històricament el barri dels leprosos, regna una violenta cultura de bandes. Alguns joves intenten fugir-ne per tal de tenir un futur diferent del de les reixes.